# Križovany nad Dudváhom
Križovany nad Dudváhom est un village de Slovaquie situé dans la région de Trnava.

## Histoire
Première mention écrite du village en 1390.

## Démographie

### Évolution de la population
| Année:               | 1994. | 2004.   | 2014.   | 2024.   |
| -------------------- | ----- | ------- | ------- | ------- |
| Nombre de personnes: | 1763  | 1758    | 1816    | 1797    |
| Différence:          |       | -0,28 % | +3,29 % | -1,04 % |

| Année:               | 2023. | 2024.   |
| -------------------- | ----- | ------- |
| Nombre de personnes: | 1767  | 1797    |
| Différence:          |       | +1,69 % |